# Період Бубалус

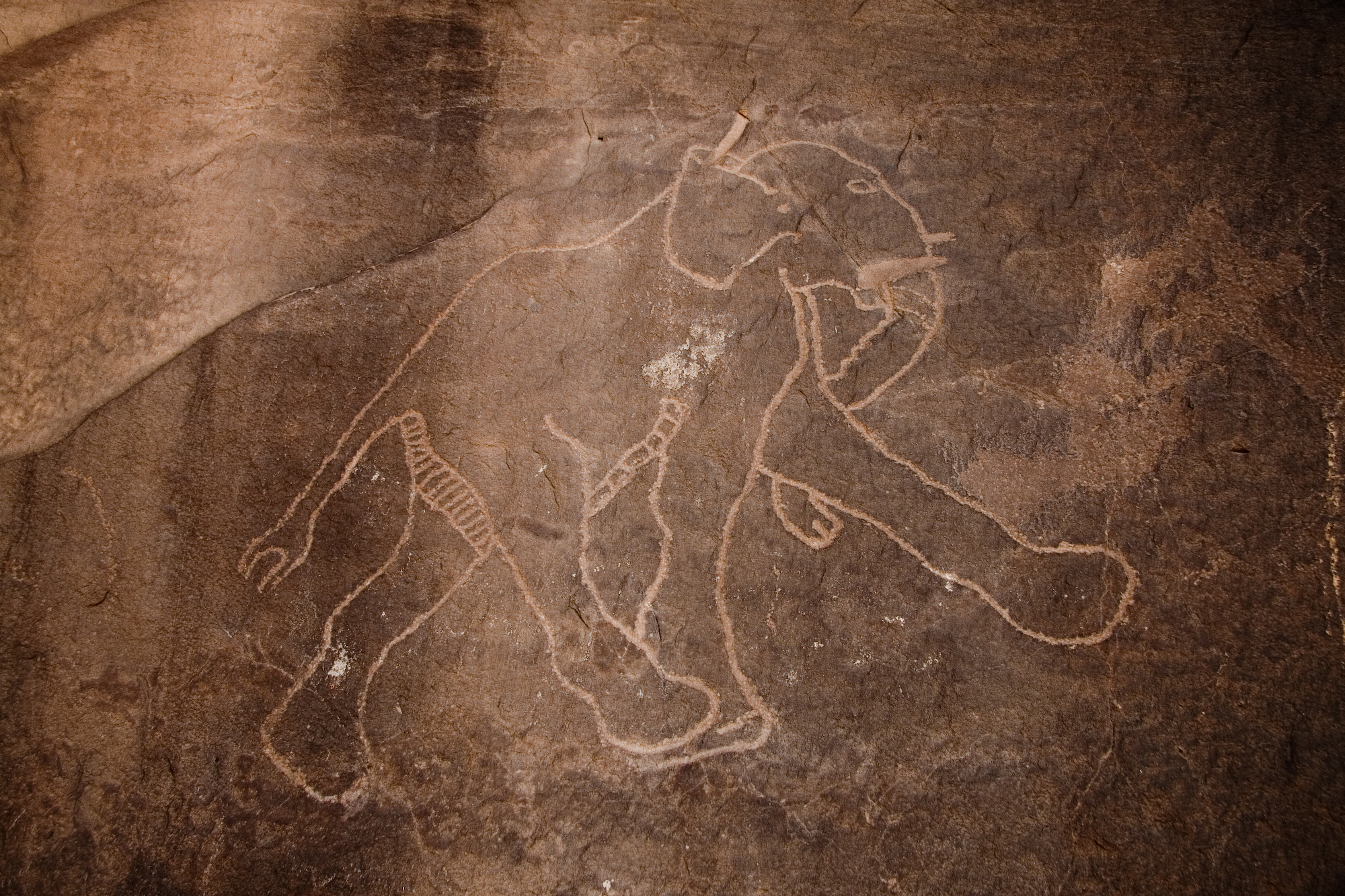
Наскальне зображення слона, знайдене в області Тадрарт-Акакус у Лівії, відображає драматичні кліматичні зміни на території Сахари

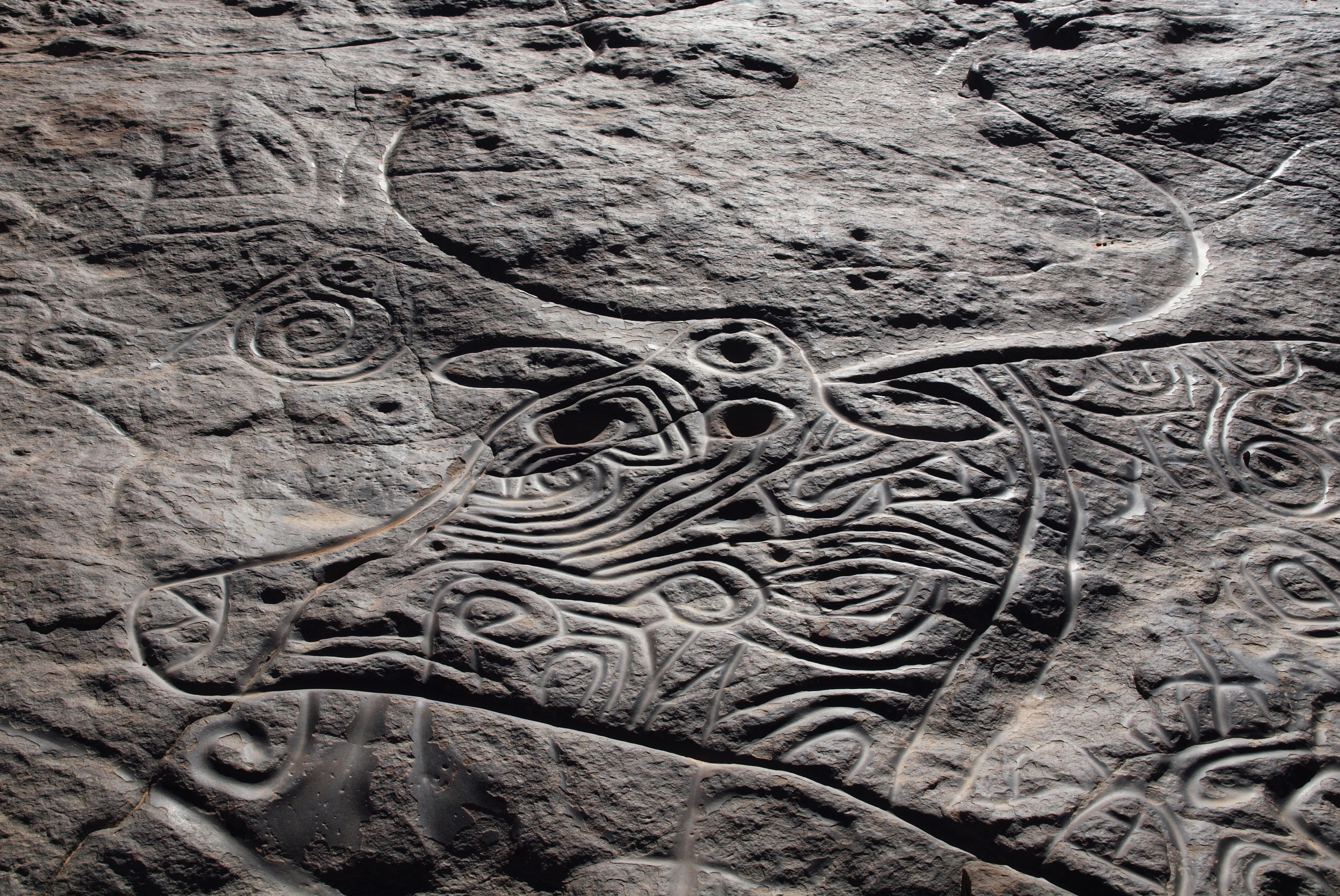

Період Бубалус — найбільш ранній період сахарського наскельного мистецтва. Мистецтво цього періоду датується 10000-6000 роками до н. е. Велика частина мистецтва даного періоду складається із вибитих на камені натуралістичних великомасштабних зображень тварин (багато з яких на даний час у Сахарі не зустрічаються). Іноді зустрічаються фігури людей, озброєних палицями, дротиками, сокирами і луками, однак зображення списів не зустрічаються жодного разу.